# Bernino (drengenavn)
 For alternative betydninger, se Bernino. (Se også artikler, som begynder med Bernino)
Bernino er et drengenavn, der blev lovligt i Danmark i 1975-76.

## Kendte danskere med navnet
- Bernino Lind, stifter af Aresa A/S, som er børsnoteret i Danmark og bl.a. har skabt planten, der finder landminer ved at blive rød (RedDetect. Tidl. administrerende direktør i firmaet Catpipe Systems ApS og en række andre danske selskaber.